# فيكتوريا سينيتسينا
فيكتوريا الكسندروفنا سينيتسينا (الروسية:  Виктория Александровна Синицина؛ مواليد 29 أبريل 1995) راقصة جليدية روسية، مع نيكيتا كاتسالابوف، هي بطلة العالم 2021 ، بطلة أوروبا 2020 ، الحائزة على الميدالية الفضية العالمية لعام 2019 ، الحاصلة على الميدالية الفضية في نهائي سباق الجائزة الكبرى 2018-19 ، وبطلة وطنية روسية مرتين (2019-2020). لقد فازت كثنائي أيضًا بالعديد من الميداليات في سباق الجائزة الكبرى وسلسلة التحدي ، بما في ذلك الفوز بكأس سلسة أوندريه نيبيلا للتحدي 2018.
مع شريكها السابق رسلان زيغانشين ، كانت بطلة العالم للناشئين لعام 2012 وفازت بميداليات برونزية في بطولة الجامعات الشتوية لعام 2013 ، وكأس روستيليكوما 2012 ، وبطولة روسيا 2014.